# 香椎線
香椎線（かしいせん）は、福岡県福岡市東区の西戸崎駅から同区の香椎駅を経由し、同県糟屋郡宇美町の宇美駅に至る九州旅客鉄道（JR九州）の鉄道路線（地方交通線）である。
西戸崎駅 - 香椎駅間は海の中道を通っているため、この区間には「海の中道線」（うみのなかみちせん）という愛称が付けられている。

## 概要
福岡市への通勤・通学路線となっているが、元々は糟屋炭田の海軍炭鉱新原採炭所（後の国鉄志免鉱業所）開設による海軍の軍艦用石炭を西戸崎港へ運ぶために建設された。また1985年4月以降、日本国有鉄道（国鉄）／JRで唯一、起終点両方の駅で他路線との連絡が全く無い路線である。
雁ノ巣駅 - 海ノ中道駅間では砂丘の真ん中を線路が貫いているため、線路際に防砂壁が設けられるなど、防砂対策が施されている。
全線が旅客営業規則の定める大都市近郊区間の「福岡近郊区間」、およびIC乗車カード「SUGOCA」の利用エリアに含まれる。また2011年10月31日までは北部九州地区の磁気乗車カード「ワイワイカード」が奈多駅 - 長者原駅間の各駅と須恵中央駅・宇美駅で利用可能となっていた。なお、2023年7月12日より、海ノ中道駅のみクレジットカードなどのタッチ決済サービスの実証実験対象駅となっている。
JR九州の一般向け列車位置情報システム「どれどれ」は、導入当初は香椎駅停車中の列車のみ「鹿児島本線」のページから見ることができたが、サービス開始に遅れて2017年2月28日に香椎線全線の列車位置情報の提供が開始された。これは2017年に香椎線がCTC化され、閉塞方式が特殊自動閉塞式（電子符号照査式）から特殊自動閉塞式（軌道回路検知式）へ更新されたことに伴い、リアルタイムでの在線情報が取得できるようになったためである。
2018年（平成30年）9月28日にラインカラー・駅ナンバリングが設定された。香椎線のラインカラーは青、路線記号はJDである。

### 路線データ
- 管轄（事業種別）：九州旅客鉄道（第一種鉄道事業者）
- 路線距離（営業キロ）：西戸崎駅 - 宇美駅25.4km
- 軌間：1067mm
- 駅数：16（起終点駅含む）
  - 香椎線所属駅に限定した場合、香椎駅（鹿児島本線所属[7]）と長者原駅（篠栗線所属[7]）が除外され、14駅となる。
- 複線区間：なし（全線単線）
- 電化区間：なし（全線非電化）
  - ただし、香椎駅構内は、蓄電池駆動電車の充電用に交流20,000 V 60 Hzで電化。
- 閉塞方式[1]：
  - 自動閉塞式（特殊）：新原 - 宇美
  - 特殊自動閉塞式（軌道回路検知式）：西戸崎 - 新原
- 交換可能駅・信号場：7（中道（信）・雁ノ巣・和白・香椎・土井・酒殿・新原）
- 運転指令所：博多総合指令センター
- 最高速度：85km/h[2]
- IC乗車カード対応区間
  - SUGOCA福岡・佐賀・大分・熊本エリア：全線

全区間が本社鉄道事業本部直轄となっている。

### 利用状況
各年度の平均通過人員（人/日）および旅客運輸収入は以下のとおりである。
| 年度                   | 平均通過人員（人/日） | 平均通過人員（人/日） | 平均通過人員（人/日） | 旅客運輸収入 （百万円/年） | 出典   |
| 年度                   | 全区間                | 西戸崎 - 香椎         | 香椎 - 宇美           | 旅客運輸収入 （百万円/年） | 出典   |
| ---------------------- | --------------------- | --------------------- | --------------------- | -------------------------- | ------ |
| 1987年度（昭和62年度） | 3,299                 | 2,921                 | 3,690                 |                            | [ 8 ]  |
| 2016年度（平成28年度） | 6,019                 | 4,394                 | 7,697                 | 761                        | [ 8 ]  |
| 2017年度（平成29年度） | 6,335                 | 4,858                 | 7,860                 | 814                        | [ 9 ]  |
| 2018年度（平成30年度） | 6,357                 | 4,909                 | 7,852                 | 811                        | [ 10 ] |
| 2019年度（令和元年度） | 6,393                 | 4,940                 | 7,893                 | 825                        | [ 11 ] |
| 2020年度（令和02年度） | 4,829                 | 3,373                 | 6,633                 | 572                        | [ 12 ] |
| 2021年度（令和03年度） | 5,294                 | 3,653                 | 6,987                 | 640                        | [ 13 ] |
| 2022年度（令和04年度） | 6,026                 | 4,492                 | 7,610                 | 758                        | [ 14 ] |

## 運行形態
快速・特急列車などの通過駅を伴う列車はなく、すべて普通列車である。2018年3月17日のダイヤ改正で、朝ラッシュ時に西戸崎駅 - 宇美駅間の全線直通列車が7.5往復運行されるほかはすべて香椎駅を境に系統分割された。西戸崎駅 - 香椎駅間、香椎駅 - 宇美駅間ともに、朝夕ラッシュ時には20分間隔、日中・夜間には30分間隔で運行される。香椎発の上り最終列車のみ雁ノ巣止まりである。全列車ワンマン運転を実施しているが、車内での運賃収受は行っていない。2019年3月15日までは朝のラッシュ時およびコンサート等の臨時列車の3両・4両編成列車については、車掌が乗務していた。
平日朝には西戸崎発博多行きの鹿児島本線直通列車が1本設定されている。博多駅直通列車は、2005年3月1日のダイヤ改正で一度廃止されていた。そのため、運用車両の車両基地（南福岡車両区竹下車両派出）出入庫のため、香椎駅 - 竹下駅間で車両回送を行っている。2020年3月14日のダイヤ改正で平日朝に博多駅への直通列車（香椎線内各駅停車、鹿児島本線内快速）が再設定された。この列車は2022年9月23日のダイヤ改正より毎日運転されるようになった。
国鉄時代の旅客列車は本数が少なく、1986年3月3日ダイヤ改正時点で1日あたり西戸崎駅 - 香椎駅間が12往復、香椎駅 - 宇美駅間が11往復の運行であった。西戸崎駅側にも志賀島から天神までの西鉄バスの路線があり時間帯によってはバスの方が便利な場合があった。1980年頃には地元でも廃止が噂されたこともあったが、民営化を目前にした1986年11月1日のダイヤ改正で16往復に増発され、JR九州発足後の1988年3月13日改正で大幅に増発され終日20分間隔での運行となった。さらに和白駅、新原駅の交換設備復活や中道信号場（元の海ノ中道駅）の再設置などが実施されたが、2018年3月17日のダイヤ改正では減便されている。2016年時点で、日中の運行パターンでは交換設備をほぼすべて使用しているため、これ以上の増発は不可能であるが、交換設備の復活、増設・複線化・電化の予定はない。ただし、2019年に蓄電池電車の運転を開始したため、香椎駅に充電用の架線が設置された。

### かつて運行されていた列車
「サンシャイン号」
1983年、国営海の中道海浜公園が開園し、終点・西戸崎が同園の最寄駅となった。公園内に「サンシャイン・プール」という大規模なプールがあるが、このプールの利用客の便を図って、1983年から1986年まで、7 - 9月に限り、博多 - 西戸崎間に臨時列車「サンシャイン号」が設定され、急行色のキハ58系冷房車3両編成（ヘッドマーク取り付け）が充当された。まだキハ20が現役で、キハ35、キハ30やキハ47の非冷房車も多かった当時の旅客サービスレベルを考えれば、全車冷房で博多直通という運行形態は、大きなサービスを提供するものであった。
「アクアエクスプレス」（1988 - 1992年）
夏季のみ設定の「サンシャイン号」に代わって1988年7月末に通年運行として設定された。なお、鹿児島本線内は快速である。キハ58系気動車を改造し1988年7月に登場したキハ58 7003・7004、キハ28 7001 の3両編成で竹下気動車区に配置されていた。当線での運用終了後は熊本運転所に移籍して急行「くまがわ」に転用された（現在は廃車済み）。現在JR九州の車両デザインを一手に引き受けている水戸岡鋭治主宰の「ドーンデザイン研究所」が最初に手がけた車両である。座席は2列、1列の転換シートで、2列側の一部は海側（香椎から博多に向かって右側）に向けて配置され、窓も大型化され、一部ルーフにまで窓を設置、当時の気動車では異例の白に紺の細帯のカラーリングであった。

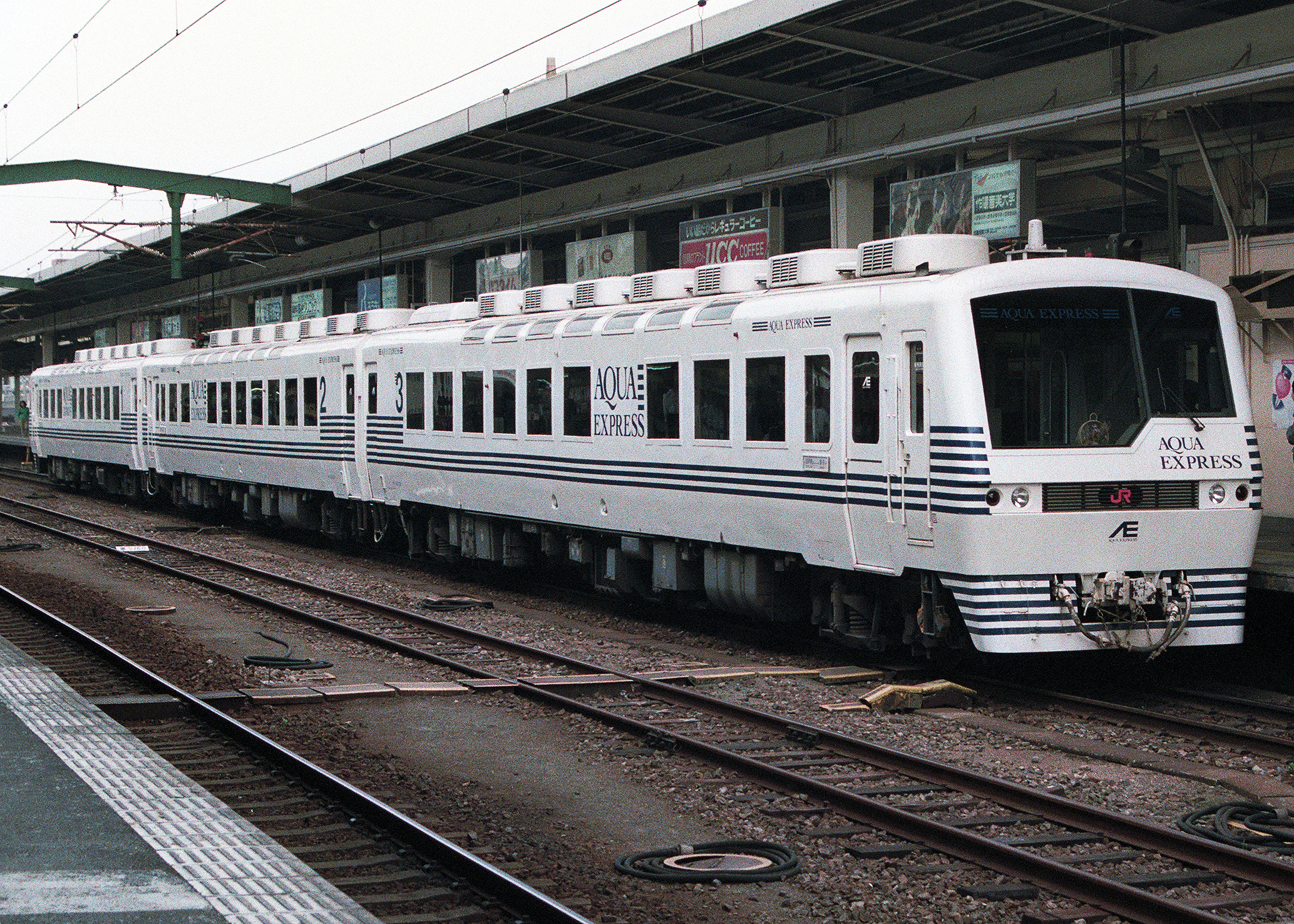
博多駅に停車中のアクアエクスプレス

1964年までは石炭輸送の貨物列車が、1984年までは自動車運搬貨物列車の運行があり、特に古くは石炭輸送の貨物列車が多かった。

## 使用車両

### 現行の使用車両
BEC819系5100番台・5300番台 (DENCHA)
2019年3月16日のダイヤ改正で投入された蓄電池電車。前日まで使用していたキハ40形・キハ47形気動車をこの車両に置き換え、全列車が電車化された。全線非電化のため、香椎駅に設置された充電設備で充電する。

### 過去の使用車両
キハ40形・キハ47形
国鉄時代より2019年3月15日まで使用された。所属車両基地は竹下気動車区を経て最終的には筑豊篠栗鉄道事業部所属（南福岡車両区竹下車両派出常駐）という形となっていた。当線での運用終了後、エンジンが高出力エンジンに換装されていた車両（8000・9000番台）は、運賃車内収受のための運賃箱と整理券発行機の設置改造及び白地に青帯の九州色への塗装変更（一部車両）を施された上で熊本・鹿児島・唐津へ転属した。
2008年4月よりキハ47形の一部が前面を青色、側面を白色とした「アクアライナー色」と呼ばれる香椎線独自の塗装へ塗り替えられた。側面窓下にはかつて運行されていた前述の「アクアエクスプレス」に似たデザインの「AQUA LINER」のロゴが入っている。
また2000年代より、従来のサボに代わり車両側窓面に小型のLED式行先表示器が設置された。なお、運用終了に伴って転属した車両からは全て取り外されている。

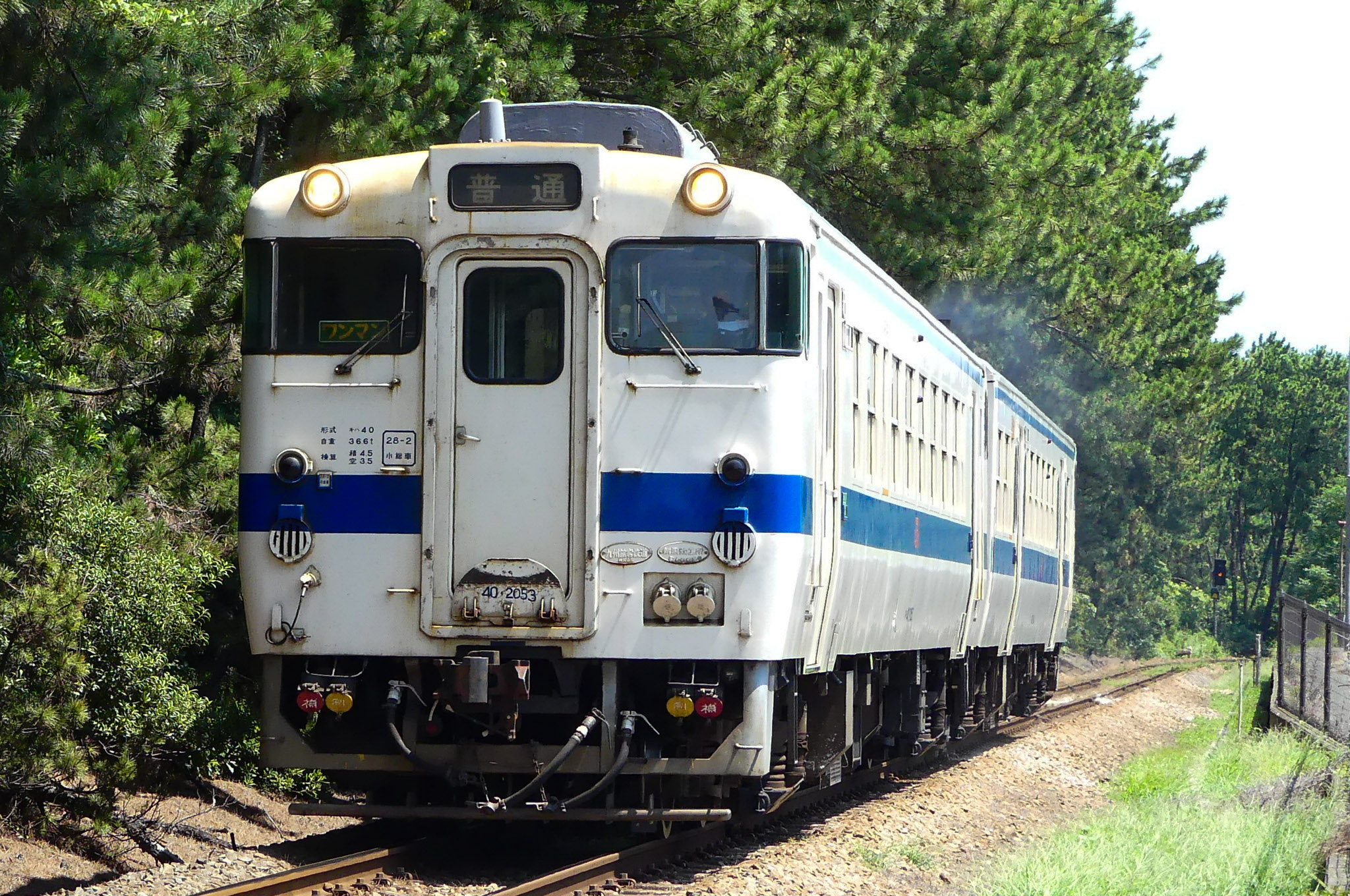
香椎線で運用されたキハ40形・47形 （2017年8月 雁ノ巣駅 - 海ノ中道駅間）
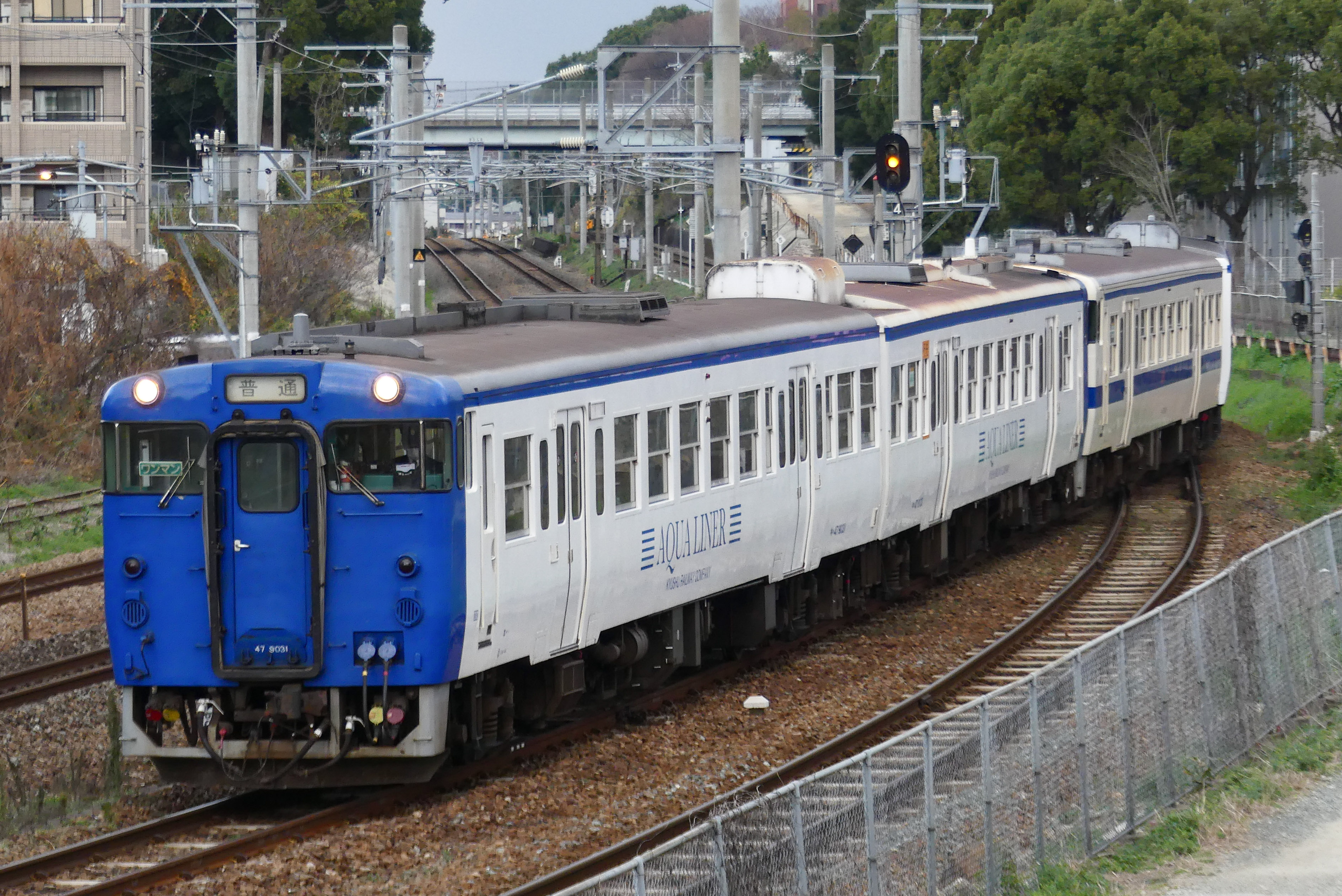
香椎線独自のアクアライナー色。側面に「AQUA LINER」のロゴが入る （2018年12月 和白駅 - 香椎駅間）
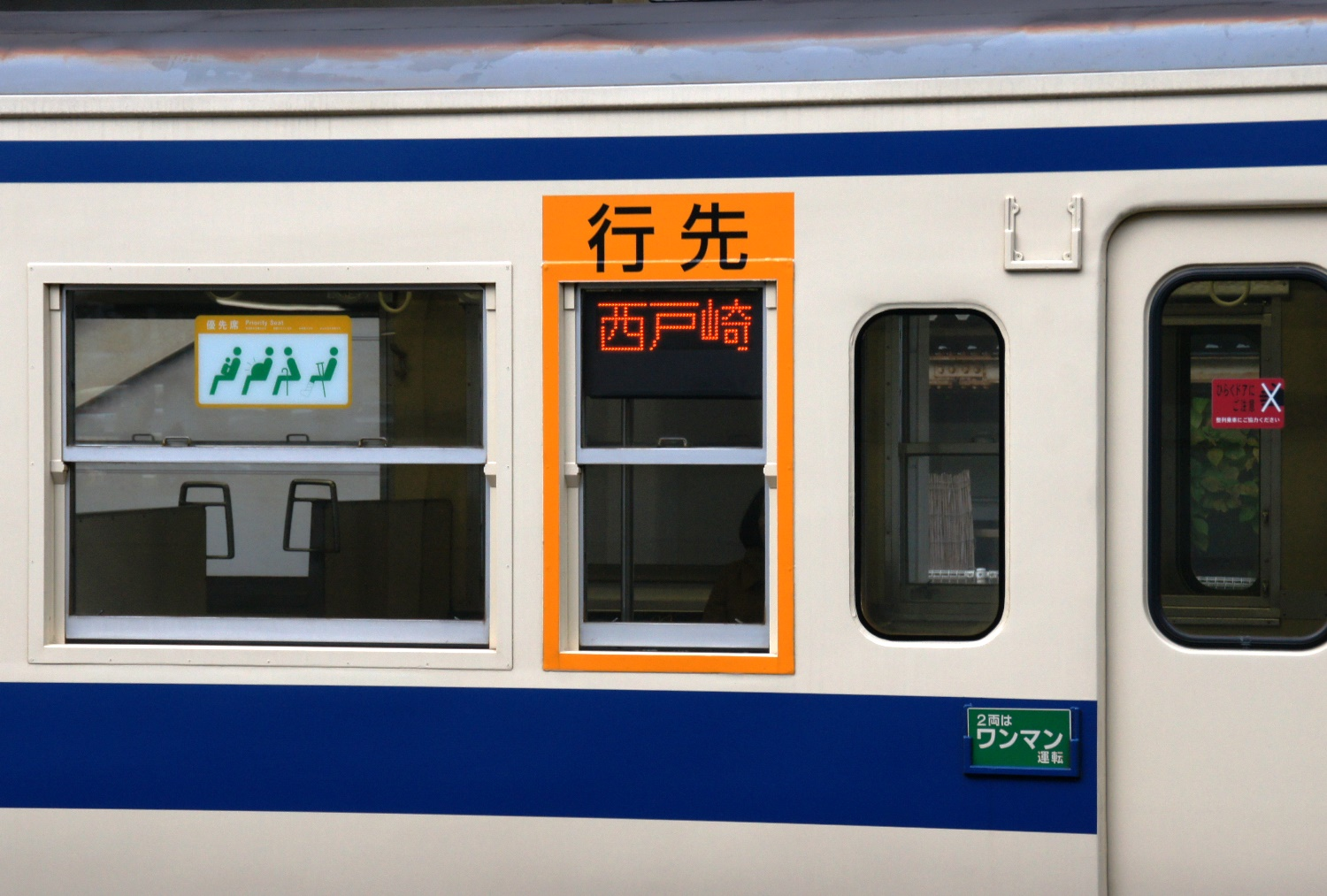
香椎線独自の車両側窓面に設置された小型LED式行先表示器（2011年11月）

キハ31形
1988年に香椎線のワンマン運転を前に投入されたが、車内収受方式を取りやめたことに伴い1995年までに転出した。
キハ58系
原形車は国鉄時代の1985年3月13日まで、米子駅 - 博多駅間の急行（九州内は快速）「さんべ」用の7両編成が朝の西戸崎駅 - 博多駅間の直通列車に間合い運用されていたほか、前述のように夏期運行の臨時列車「サンシャイン号」にも使用された。国鉄時代には非冷房車のキハ58・キハ28が混用されていた。
また1988年に改造された「アクアエクスプレス」用の7000番台が1992年まで香椎線で運用された。
キハ65形
香椎線ではキハ58系と混用された。
キハ200系（500・1500番台）
1997年製造。キハ200系をベースに当線向けに便所なし・全席ロングシートとしたもの。キハ40・47形と混用されていたが、2003年春のダイヤ改正で全車が大分・鹿児島地区に転出した。
このほか、気動車ではキハ17系、キハ20系、キハ35系、キハ45系が国鉄時代に運用され、蒸気機関車も博多湾鉄道の時代から走り、戦後はC11形、C12形蒸気機関車やDE10形ディーゼル機関車が運用された。貨車は石炭車セム1000形、セム8000形、セラ1形、セフ1形、セムフ1000形、北海道から転属したボギー石炭車セキ3000形、セキ6000形、有蓋車ワム60000形、ワム70000形、ワラ1形、車掌室付国鉄ワフ21000形、ワフ22000形、ワフ29000形、ワフ29500形、ワフ35000形、車掌車ヨ3500形、ヨ5000形、車運車ク5000形の運用もあって、回送列車で特急用の客車、古くは蒸気機関車牽引の客車列車でスハフ32、スハ32、オハフ30、オハ31等も使用された。

## 歴史
香椎線は、海軍が新原に開設した新原採炭所の海軍用石炭輸送を第一の目的として、糟屋炭田から産出される石炭を西戸崎港に輸送するため、博多湾鉄道（後の博多湾鉄道汽船）により建設された鉄道路線で、1904年に西戸崎駅 - 須恵駅間が、翌年に宇美駅までが全通した。志免に海軍燃料廠採炭部（海軍炭鉱）第五坑の開坑で、1909年には貨物支線（後の旅石支線〈たびいししせん〉。地元では旅石線と呼ばれる）が志免駅に延長され、さらに須恵町旅石に海軍炭鉱第六坑の開坑で、1915年には旅石駅に延長された。
1919年には、筑前参宮鉄道（後の西鉄宇美線→国鉄勝田線）が開業し、旅石支線の志免駅（貨物駅）と筑前参宮鉄道の新志免駅（旅客駅。後の志免駅）で接続した。1924年には、同じ博多湾鉄道汽船の貝塚線が開業し、和白駅で接続している。
1942年には、陸上交通事業調整法により、博多湾鉄道汽船は九州電気軌道に合併し、西日本鉄道を形成、同社の糟屋線（かすやせん）と旅石支線となった。1944年には、同じく西日本鉄道に合併されていた旧筑前参宮鉄道の宇美線とともに戦時買収され、糟屋線と旅石支線は香椎線と同貨物支線（旅石支線）となっている。
なお、竹下（車両基地；竹下客車区）‐博多 - 香椎 - （香椎線） - 酒殿 - （旅石支線） - 志免 - （勝田線） - 吉塚 ‐ 竹下でデルタ線を形成しており、後年、特急列車の方向転換に利用された。

### 年表
- 1904年（明治37年）
  - 1月1日 博多湾鉄道が西戸崎 - 須恵間を開業[23]、西戸崎・奈多（初代）・香椎（既設）・土井・長者原（初代）・酒殿・須恵の各駅を新設。
  - 6月10日 須恵駅から新原まで仮線を敷設し[24]、それまで海軍炭鉱から間近であった雑餉隈駅（現在の南福岡駅）へ荷車輸送をしていた石炭の鉄道での直接輸送を開始。
- 1905年（明治38年）
  - 1月24日 和白簡易停車場を新設。
  - 6月1日 須恵 - 新原間を延伸開業[25]、新原駅を新設。海軍新原炭鉱から軍艦用石炭の積み出し本格開始。
  - 7月21日 酒殿駅を閉鎖。
  - 12月29日 新原 - 宇美間を延伸開業し全通[26]、宇美駅を新設。
- 1908年（明治41年）10月1日 長者原（初代）を伊賀に改称。
- 1909年（明治42年）8月1日 酒殿 - 志免間の貨物支線（後の旅石支線）を開業、酒殿駅を再開[27]。
- 1915年（大正4年）3月11日 志免 - 旅石間の貨物支線（旅石支線）を延伸開業[28]。
- 1920年（大正9年）3月25日 海運業開始で博多湾鉄道から博多湾鉄道汽船に社名変更。
- 1924年（大正13年）7月3日 香椎宮前仮停留場を新設。
- 1935年（昭和10年）
  - 2月1日 奈多東口停留場を新設。
  - 2月5日 唐原・長者原（2代）・本合・下須恵の各停留場を新設、香椎宮前を仮停留場から停留場に変更。
  - 6月21日 白浜信号場を新設。
  - 7月1日 海ノ中道臨時停留場を新設。
- 1940年（昭和15年）7月10日 航空隊前仮停留場を新設。
- 1941年（昭和16年）
  - 1月1日 航空隊前仮停留場を廃止。
  - 2月1日 海ノ中道を臨時停留場から仮停留場に変更。
  - 7月15日 海ノ中道を仮停留場から駅に変更。
  - 9月1日 （貨）上唐原仮停車場を新設。
  - 11月20日 唐原・本合の各停留場を廃止。
- 1942年（昭和17年）
  - 7月1日 （貨）上唐原仮停車場を廃止。
  - 9月19日 博多湾鉄道汽船が合併により西日本鉄道となり、同社の糟屋線および旅石支線となる。
  - 月日不明 奈多東口・香椎宮前・長者原（2代）・下須恵の各停留場を廃止。
- 1944年（昭和19年）5月1日 買収・国有化により西日本鉄道糟屋線から国有鉄道の香椎線および香椎線貨物支線（旅石支線）となる[29]。奈多（初代）を雁ノ巣に改称、和白を簡易停車場から駅に変更。
- 1946年（昭和21年）11月21日 白浜信号場を廃止。
- 1960年（昭和35年）
  - 8月1日 奈多（2代）駅を新設。
  - 12月15日  志免 - 旅石間の貨物支線（旅石支線）を廃止、（貨）旅石駅を廃止。
- 1981年（昭和56年）7月30日 酒殿 - 宇美間の貨物営業を廃止。
- 1984年（昭和59年）2月1日 西戸崎 - 香椎間の貨物営業を廃止。
- 1985年（昭和60年）1月1日 酒殿 - 志免間の貨物支線（旅石支線）を廃止、香椎 - 酒殿間の貨物営業を廃止。
- 1987年（昭和62年）4月1日 国鉄分割民営化により九州旅客鉄道が承継。
- 1988年（昭和63年）
  - 3月13日 香椎神宮・長者原（3代）の各駅を新設。同時に全線でのワンマン運転開始[30]。
  - 7月14日 中道信号場を新設。
- 1989年（平成元年）
  - 3月11日 須恵中央駅を新設[31]。
  - 3月15日：西戸崎駅 - 香椎駅間の路線愛称を「海の中道線」とすることが発表される[3]。
- 1994年（平成6年）3月1日 舞松原駅を新設。
- 2015年（平成27年）3月14日 ANSWERシステムの導入に伴い、「Smart Support Station」として長者原駅・香椎駅を除く12駅を無人化[32]。
- 2017年（平成29年）
  - 1月29日 全線で列車集中制御装置（CTC）と自動進路制御装置（PRC）が供用開始[33]。これにより、特殊自動閉塞式（電子符号照査式）から特殊自動閉塞式（軌道回路検知式）へ更新された。
  - 2月28日 一般向けリアルタイム列車位置情報サービス「どれどれ」の列車位置情報提供路線に香椎線を追加[5]。
- 2018年（平成30年）9月28日 ラインカラー・駅ナンバリングを制定[6]。
- 2019年（平成31年）3月16日 蓄電池駆動電車BEC819系「DENCHA」が運行開始[21]。
- 2019年（令和元年）12月下旬 - 2020年（令和2年）2月中旬 西戸崎 - 香椎間でATS-DK形を使用したBEC819系自動列車運転装置の走行試験を実施[34]。
- 2020年（令和2年）
  - 3月14日 ダイヤ改正に伴い、平日朝に鹿児島本線乗り入れ列車（西戸崎発、香椎から快速の博多行き）1本が設定[17]。
  - 12月24日 営業列車で自動列車運転装置の実証運転を開始[35][36]。
- 2022年（令和5年）9月23日：平日朝の博多行き鹿児島本線乗り入れ列車を毎日運転とする[18]
- 2023年（令和6年）3月16日：自動運転乗務員乗務による自動運転を一部の列車で開始[37][38]。

## 駅一覧
- 福：特定都区市内制度における「福岡市内」の駅
- 全列車が普通列車で、全旅客駅に停車する。中道信号場での行き違いは下り列車が停止し、上り列車が停止せず通過する。
- 線路（全線単線） … ∨・◇：列車交換可、｜：列車交換不可
- 全駅福岡県内に所在。
- 香椎駅の電化設備は駅構内のみで蓄電池駆動電車の充電用。（交流20,000V 60Hz）

| 愛称       | 電化状況 | 駅番号        | 駅名          | 営業キロ | 営業キロ                                    | 接続路線                          | 線路   | 所在地      | 所在地      |
| 愛称       | 電化状況 | 駅番号        | 駅名          | 駅間     | 累計                                        | 接続路線                          | 線路   | 所在地      | 所在地      |
| ---------- | -------- | ------------- | ------------- | -------- | ------------------------------------------- | --------------------------------- | ------ | ----------- | ----------- |
| 海の中道線 | 非電化   | JD01          | 西戸崎駅 福   | -        | 0.0                                         |                                   | ∨      | 福岡市 東区 | 福岡市 東区 |
| 海の中道線 | 非電化   | JD02          | 海ノ中道駅 福 | 2.1      | 2.1                                         |                                   | ｜     | 福岡市 東区 | 福岡市 東区 |
| 海の中道線 | 非電化   |               | 中道信号場    | -        | 3.0                                         |                                   | ◇      | 福岡市 東区 | 福岡市 東区 |
| 海の中道線 | 非電化   | JD03          | 雁ノ巣駅 福   | 4.4      | 6.5                                         |                                   | ◇      | 福岡市 東区 | 福岡市 東区 |
| 海の中道線 | 非電化   | JD04          | 奈多駅 福     | 0.9      | 7.4                                         |                                   | ｜     | 福岡市 東区 | 福岡市 東区 |
| 海の中道線 | 非電化   | JD05          | 和白駅 福     | 1.8      | 9.2                                         | 西日本鉄道：NK 貝塚線（NK08）     | ◇      | 福岡市 東区 | 福岡市 東区 |
| 海の中道線 | 電化     | JD06          | 香椎駅 福     | 3.7      | 12.9                                        | 九州旅客鉄道： 鹿児島本線（JA04） | ◇      | 福岡市 東区 | 福岡市 東区 |
|            | 電化     | JD06          | 香椎駅 福     | 3.7      | 12.9                                        | 九州旅客鉄道： 鹿児島本線（JA04） | ◇      | 福岡市 東区 | 福岡市 東区 |
| 非電化     | JD07     | 香椎神宮駅 福 | 1.3           | 14.2     |                                             | ｜                                |        | 福岡市 東区 | 福岡市 東区 |
| 非電化     | JD08     | 舞松原駅 福   | 0.6           | 14.8     |                                             | ｜                                |        | 福岡市 東区 | 福岡市 東区 |
| 非電化     | JD09     | 土井駅 福     | 1.6           | 16.4     |                                             | ◇                                 |        | 福岡市 東区 | 福岡市 東区 |
| 非電化     | JD10     | 伊賀駅        | 1.8           | 18.2     |                                             | ｜                                | 糟屋郡 | 粕屋町      |             |
| 非電化     | JD11     | 長者原駅      | 1.0           | 19.2     | 九州旅客鉄道： 篠栗線（福北ゆたか線：JC04） | ｜                                | 糟屋郡 | 粕屋町      |             |
| 非電化     | JD12     | 酒殿駅        | 1.4           | 20.6     |                                             | ◇                                 | 糟屋郡 | 粕屋町      |             |
| 非電化     | JD13     | 須恵駅        | 1.3           | 21.9     |                                             | ｜                                | 糟屋郡 | 須恵町      |             |
| 非電化     | JD14     | 須恵中央駅    | 1.2           | 23.1     |                                             | ｜                                | 糟屋郡 | 須恵町      |             |
| 非電化     | JD15     | 新原駅        | 1.0           | 24.1     |                                             | ◇                                 | 糟屋郡 | 須恵町      |             |
| 非電化     | JD16     | 宇美駅        | 1.3           | 25.4     |                                             | ｜                                | 糟屋郡 | 宇美町      |             |

- JR九州の直営駅:香椎駅
- JR九州鉄道営業の業務委託駅:長者原駅

上記以外の駅は無人駅である。

### 貨物支線（旅石支線：廃止）
- （貨）は貨物駅であることを示す。事業者名等は廃止直前当時のもの。
- 全駅が福岡県糟屋郡内に所在

| 駅名         | 営業キロ | 営業キロ | 接続路線             | 所在地 |
| 駅名         | 駅間     | 累計     | 接続路線             | 所在地 |
| ------------ | -------- | -------- | -------------------- | ------ |
| 酒殿駅       | -        | 0.0      | 日本国有鉄道：香椎線 | 粕屋町 |
| 志免駅       | 1.6      | 1.6      | 日本国有鉄道：勝田線 | 志免町 |
| （貨）旅石駅 | 1.5      | 3.1      |                      | 須恵町 |